# 中田南
中田南（なかたみなみ）は神奈川県横浜市泉区の町名。現行行政地名は中田南一丁目から中田南五丁目。住居表示実施済み区域。

## 地理
泉区の南東部に位置し、東に横浜市戸塚区汲沢、西に中田西と和泉中央北、北に中田東、南に中田町と接している。

### 地価
住宅地の地価は、2025年（令和7年）1月1日の公示地価によれば、中田南1-32-9の地点で24万1000円/m²となっている。

## 歴史

### 沿革
- 1997年（平成9年）10月27日 - 住居表示の実施（泉区中田・岡津第三次地区）[6]に伴い、中田町の一部から、中田南一丁目〜五丁目を新設する[7]。

### 町名の変遷
| 実施後       | 実施年月日                | 実施前（各町名ともその一部） |
| ------------ | ------------------------- | ---------------------------- |
| 中田南一丁目 | 1997年（平成9年）10月27日 | 中田町（一部）               |
| 中田南二丁目 | 1997年（平成9年）10月27日 | 中田町（一部）               |
| 中田南三丁目 | 1997年（平成9年）10月27日 | 中田町（一部）               |
| 中田南四丁目 | 1997年（平成9年）10月27日 | 中田町（一部）               |
| 中田南五丁目 | 1997年（平成9年）10月27日 | 中田町（一部）               |

## 世帯数と人口
2025年（令和7年）6月30日現在（横浜市発表）の世帯数と人口は以下の通りである。
| 丁目         | 世帯数    | 人口     |
| ------------ | --------- | -------- |
| 中田南一丁目 | 876世帯   | 1,835人  |
| 中田南二丁目 | 1,037世帯 | 2,064人  |
| 中田南三丁目 | 645世帯   | 1,356人  |
| 中田南四丁目 | 1,318世帯 | 2,739人  |
| 中田南五丁目 | 1,164世帯 | 2,433人  |
| 計           | 5,040世帯 | 10,427人 |

### 人口の変遷
国勢調査による人口の推移。
| 年                 | 人口   |
| ------------------ | ------ |
| 2000年（平成12年） | 10,170 |
| 2005年（平成17年） | 10,494 |
| 2010年（平成22年） | 10,528 |
| 2015年（平成27年） | 10,591 |
| 2020年（令和2年）  | 10,496 |

### 世帯数の変遷
国勢調査による世帯数の推移。
| 年                 | 世帯数 |
| ------------------ | ------ |
| 2000年（平成12年） | 3,617  |
| 2005年（平成17年） | 3,967  |
| 2010年（平成22年） | 4,141  |
| 2015年（平成27年） | 4,305  |
| 2020年（令和2年）  | 4,485  |

## 学区
市立小・中学校に通う場合、学区は以下の通りとなる（2024年11月時点）。
| 丁目         | 番地                                                 | 小学校             | 中学校             |
| ------------ | ---------------------------------------------------- | ------------------ | ------------------ |
| 中田南一丁目 | 23番15〜17号 23番25号 34〜42番                       | 横浜市立葛野小学校 | 横浜市立汲沢中学校 |
| 中田南一丁目 | 1番〜23番14号 23番18〜24号 24〜33番                  | 横浜市立中田小学校 | 横浜市立中田中学校 |
| 中田南二丁目 | 1〜4番 8〜34番                                       | 横浜市立中田小学校 | 横浜市立中田中学校 |
| 中田南二丁目 | 5〜7番 35〜42番                                      | 横浜市立葛野小学校 | 横浜市立汲沢中学校 |
| 中田南三丁目 | 29番                                                 | 横浜市立葛野小学校 | 横浜市立汲沢中学校 |
| 中田南三丁目 | 1〜28番                                              | 横浜市立中田小学校 | 横浜市立中田中学校 |
| 中田南四丁目 | 1〜27番 28番7〜24号 29番1〜2号 29番14号〜最終号 30番 | 横浜市立中田小学校 | 横浜市立中田中学校 |
| 中田南四丁目 | 28番1〜6号 28番25号〜最終号 29番3〜13号 31〜50番     | 横浜市立葛野小学校 | 横浜市立汲沢中学校 |
| 中田南五丁目 | 全域                                                 | 横浜市立葛野小学校 | 横浜市立汲沢中学校 |

## 事業所
2021年（令和3年）現在の経済センサス調査による事業所数と従業員数は以下の通りである。
| 丁目         | 事業所数  | 従業員数 |
| ------------ | --------- | -------- |
| 中田南一丁目 | 39事業所  | 243人    |
| 中田南二丁目 | 55事業所  | 343人    |
| 中田南三丁目 | 66事業所  | 743人    |
| 中田南四丁目 | 57事業所  | 368人    |
| 中田南五丁目 | 59事業所  | 434人    |
| 計           | 276事業所 | 2,131人  |

### 事業者数の変遷
経済センサスによる事業所数の推移。
| 年                 | 事業者数 |
| ------------------ | -------- |
| 2016年（平成28年） | 280      |
| 2021年（令和3年）  | 276      |

### 従業員数の変遷
経済センサスによる従業員数の推移。
| 年                 | 従業員数 |
| ------------------ | -------- |
| 2016年（平成28年） | 1,927    |
| 2021年（令和3年）  | 2,131    |

## 交通
- 横浜市営地下鉄ブルーライン（1号線）
  - 中田駅
  - 踊場駅

## 施設
- 横浜市立中田小学校
- 横浜市立葛野小学校
- 泉警察署 中田交番
- Aコープ関東 中田店
- ハックドラッグ 中田店
- ユニクロ 踊場店

## その他

### 日本郵便
- 郵便番号 : 245-0014[3]（集配局：横浜泉郵便局[16]）

### 警察
町内の警察の管轄区域は以下の通りである。
| 町丁         | 番・番地等 | 警察署   | 交番・駐在所 |
| ------------ | ---------- | -------- | ------------ |
| 中田南一丁目 | 全域       | 泉警察署 | 中田交番     |
| 中田南二丁目 | 全域       | 泉警察署 | 中田交番     |
| 中田南三丁目 | 全域       | 泉警察署 | 中田交番     |
| 中田南四丁目 | 全域       | 泉警察署 | 中田交番     |
| 中田南五丁目 | 全域       | 泉警察署 | 中田交番     |